# Ringsted (gemeente)
Ringsted is een gemeente in de Deense regio Seeland (Sjælland) en telt 34.259 inwoners (2017).
Ringsted werd bij de herindeling van 2007 niet samengevoegd maar bleef een zelfstandige gemeente.

## Plaatsen in de gemeente
- Farendløse
- Fjællebro
- Gyrstinge
- Høm
- Jystrup
- Kværkeby
- Nordrup
- Ørslev
- Ortved
- Ringsted
- Sneslev
- Vigersted
- Vetterslev

### Bevolkingsgroei
| Jaar            | Inwoners |
| --------------- | -------- |
| 9 november 1970 | 25.488   |
| 1 januari 1976  | 27.300   |
| 1 januari 1981  | 28.207   |
| 1 januari 1986  | 28.424   |
| 1 januari 1990  | 28.393   |
| 1 januari 1996  | 29.067   |
| 1 januari 2000  | 29.547   |
| 1 januari 2004  | 30.418   |
| 1 januari 2008  | 32.092   |
| 1 januari 2010  | 32.584   |
| 1 januari 2016  | 34.170   |

### Burgemeesters
- Kiesresultaten in Ringsted: (Deens) 2005, 2009 en 2013

| Naam                   | Partij             | Periode                                                             |
| ---------------------- | ------------------ | ------------------------------------------------------------------- |
| Rasmus Kristensen      | Venstre            | 1 januari 1998 - 31 december 2001                                   |
| Benny Christensen      | Socialdemokraterne | 1 januari 2002 - 31 december 2005                                   |
| Niels Ulrich Hermansen | Venstre            | 1 januari 2006 - 31 december 2009 1 januari 2010 - 31 december 2013 |
| Henrik Hvidesten       | Venstre            | 1 januari 2014 - heden                                              |

## Parochies in de gemeente
| Parochies in de gemeente Ringsted behorend bij Ringsted-Sorø Proosdij | Parochies in de gemeente Ringsted behorend bij Ringsted-Sorø Proosdij | Parochies in de gemeente Ringsted behorend bij Ringsted-Sorø Proosdij |
| --------------------------------------------------------------------- | --------------------------------------------------------------------- | --------------------------------------------------------------------- |
| Allindemagle                                                          | Benløse                                                               | Bringstrup                                                            |
| Farendløse                                                            | Gyrstinge                                                             | Haraldsted                                                            |
| Høm                                                                   | Jystrup                                                               | Kværkeby                                                              |
| Nordrupøster                                                          | Ringsted                                                              | Sigersted                                                             |
| Sneslev                                                               | Valsølille                                                            | Vetterslev                                                            |
| Vigersted                                                             | Ørslev                                                                |                                                                       |

## Beelden galerij

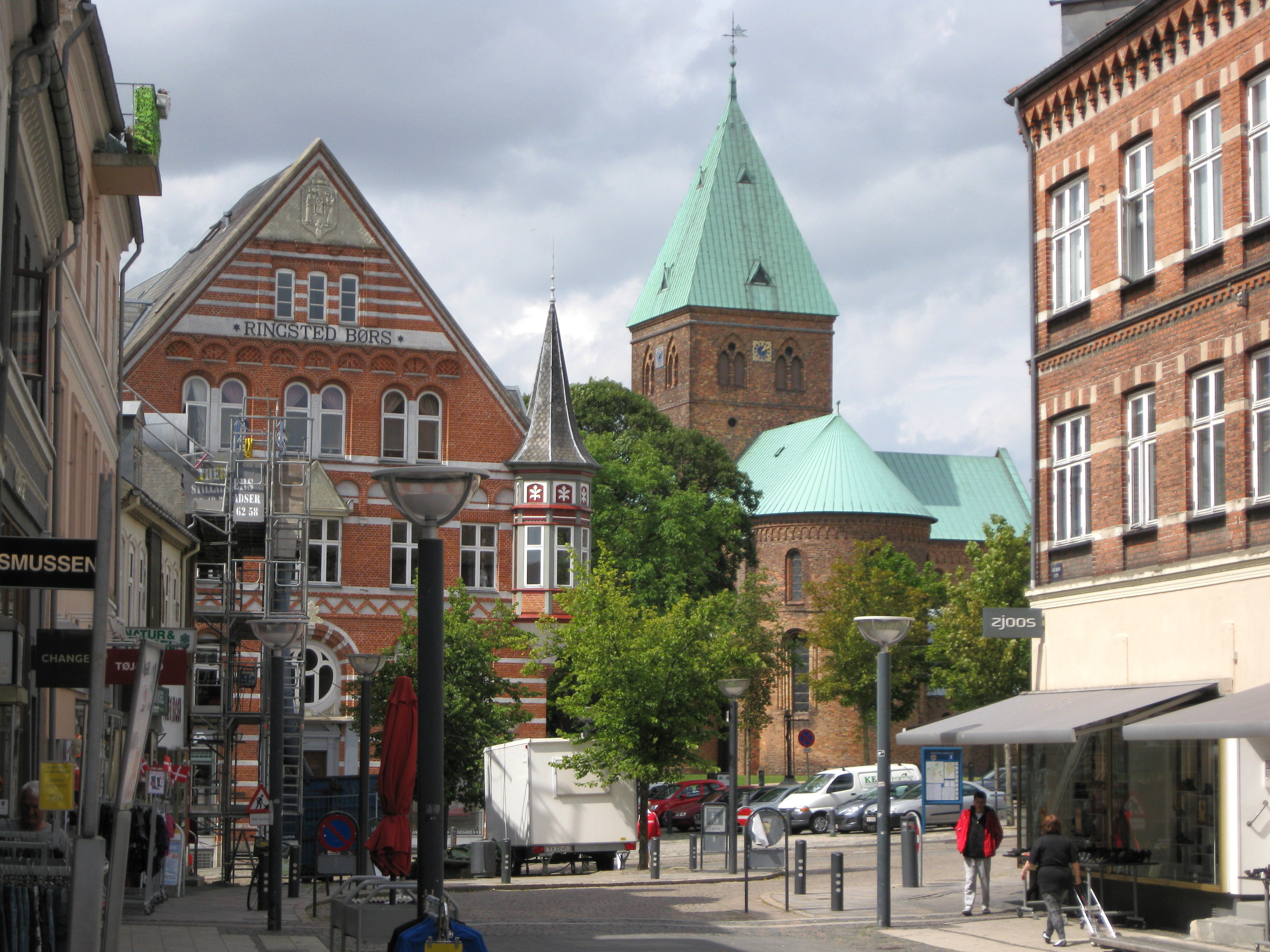
Ringsted
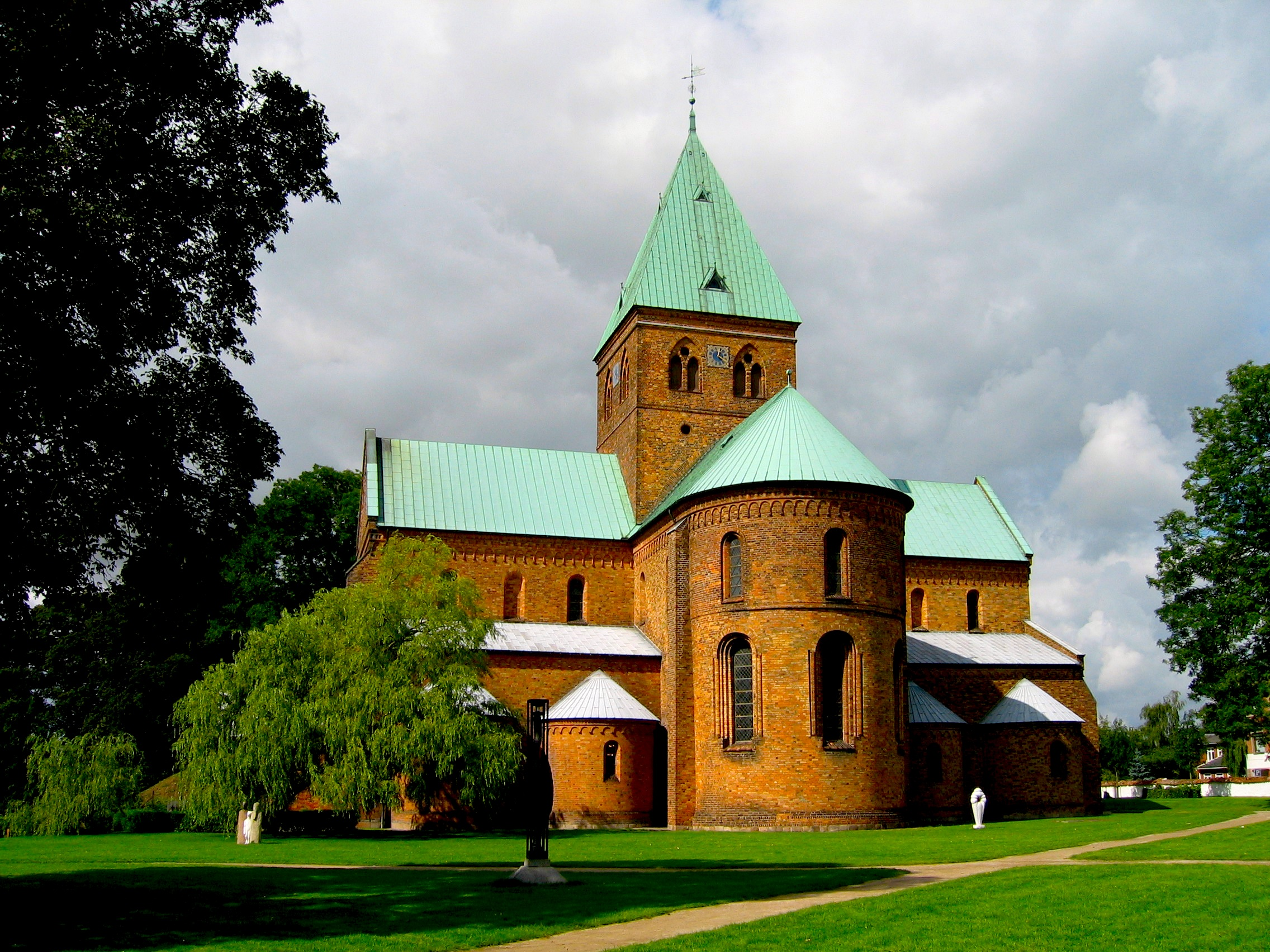
Sint-Benedictuskerk
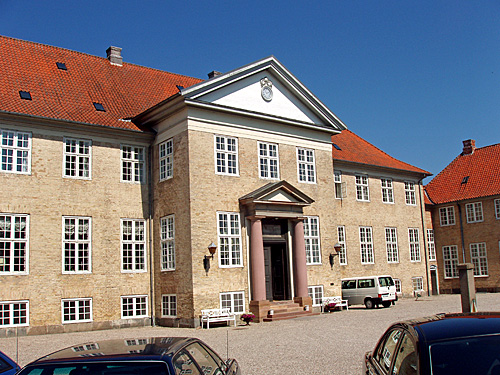
Kasteel Skjoldenæsholm
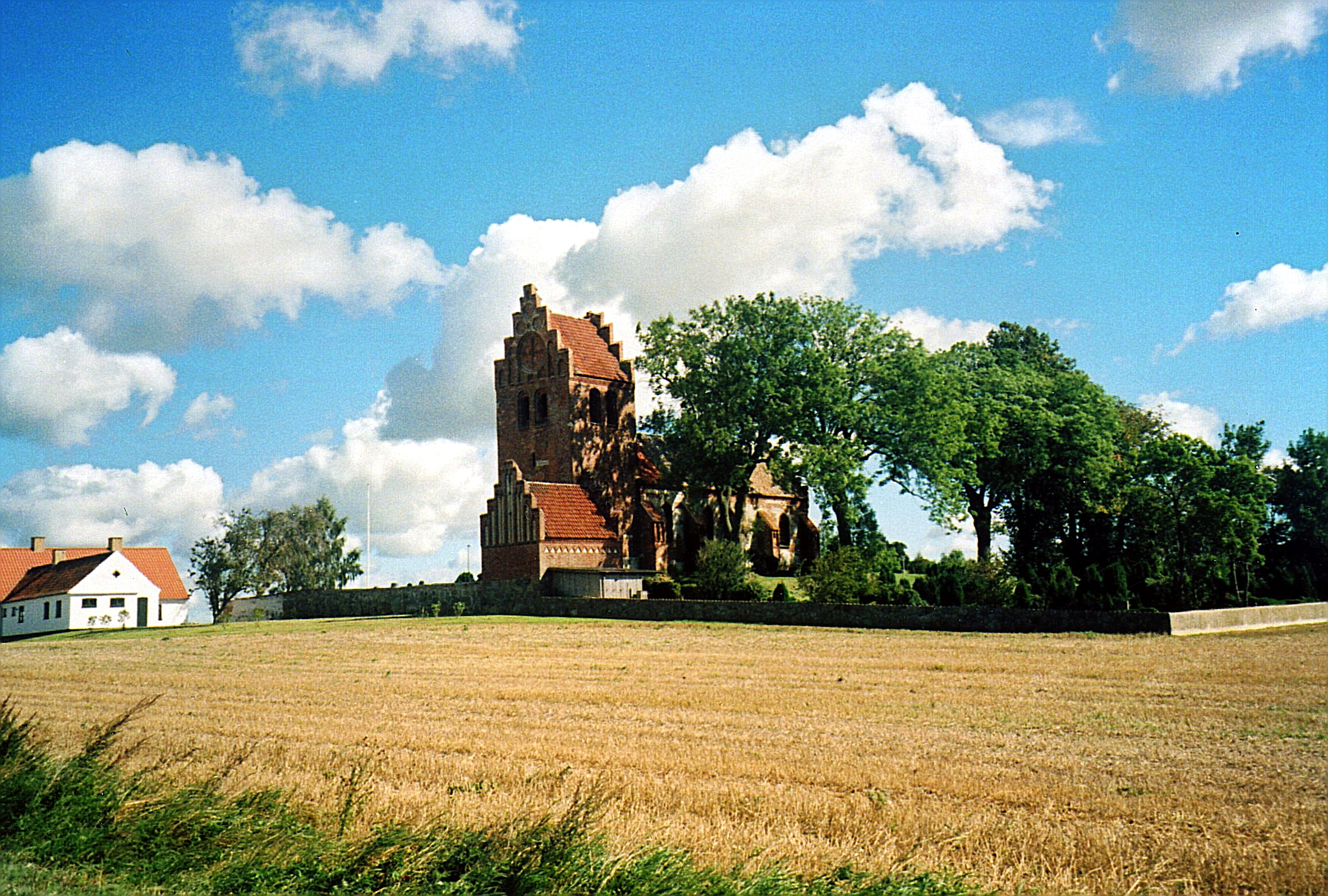
Sneslev Kerk

Faxe · Greve · Guldborgsund · Holbæk · Kalundborg · Køge · Lejre · Lolland · Næstved · Odsherred · Ringsted · Roskilde · Slagelse · Solrød · Sorø · Stevns · Vordingborg
- International Standard Name Identifier: 0000 0004 0460 088X
- MusicBrainz: 97c06683-2216-4dd2-b844-1e0b879c1341